# Georgij Vasil'evič Florovskij
Georgij Vasil'evič Florovskij (in russo Георгий Васильевич Флоровский?; Odessa, 28 agosto 1893 – Princeton, 11 agosto 1979) è stato un teologo russo.

## Biografia
Florovskij era figlio del rettore del Seminario teologico di Odessa, città in cui studiò arte e filosofia. In vista di un probabile attacco dell'Armata Rossa, nel 1920 lasciò la Russia per stabilirsi dapprima a Sofia, dove venne coinvolto nel movimento nazionalista e, in certo senso, post-occidentale dell'eurasiatismo  o eurasismo ("fu l'affermazione che la Russia, pur non disconoscendo i valori culturali europei occidentali nel suo passato e nel suo presente, non doveva più in avvenire rivolgersi ad essi" -Ettore Lo Gatto - Storia della letteratura russa, ed. 1979); poi si fermò per alcuni anni a Praga ove insegnò filosofia del diritto e letteratura russa in molte scuole.
Su invito di Sergej Nikolaevič Bulgakov, nel 1926 divenne professore di patristica all'Istituto di teologia ortodossa "San Sergio" (Parigi). Nel 1932 fu ordinato sacerdote e durante la seconda guerra mondiale divenne cappellano maestro a Belgrado. Partecipò, nel 1936, al Primo Congresso di Teologia Ortodossa, svoltosi, con apporto degli allora più noti teologi ortodossi d'Europa, in Atene, ove sollecitò una viva ripresa di attenzione all'idea-praxis, come espresso nelle opere dei teologi ortodossi da Atanasio fino a Gregorio Palamas, della theosis. Florovskij si oppose alla proposta di Bulgakov di una limitata intercomunione benedetta episcopalmente nelle Fraternità di Sant'Albano e di San Sergio; e sviluppò, in contrasto sia con Bulgakov che con Pavel Florenskij, promotori del sofianismo, una propria teologia di  "sintesi neo-patristica". Sollecitato ad esprimersi su temi interconfessionali inerenti la riunificazione delle molteplici confessioni cristiane, ispirandosi anche al pensiero di Vladimir Solov'ev Florovskij divenne assertore dell'Ecumenismo e contribuì alla stesura della Dichiarazione di Toronto (1950) promossa dal Consiglio ecumenico delle Chiese.
Nel 1948 si trasferì negli Stati Uniti, dove fu professore e decano del Seminario ortodosso russo di San Vladimiro di New York (1948–55), professore di storia della chiesa ebraica della Harvard Divinity School (1956–64) e visiting professor di studi slavi e religione all'Università di Princeton (dal 1964).
Florovskij riteneva che il moderno pensiero religioso russo si fosse allontanato dalla Chiesa ortodossa delle origini. La forma di teologia ortodossa da lui sviluppata venne denominata "ellenismo cristiano" o "sintesi neo-patristica". Secondo lui, la teologia è chiamata ad essere patristica perché segue lo spirito e la visione patristica, neopatristica perché i Padri ci aiutano ad affrontare i problemi e le domande attuali, e una sintesi contemporanea perché rispondiamo patristicamente o in modo creativo ispirandoci ai Padri alle sfide del nostro tempo.
Florovskij fu mentore di eminenti figure che portarono avanti il suo pensiero, come Sofronio Archimandrita (Sergej Semënovič Sacharov), Vladimir Nikolaevič Losskij, Aleksandr Dmitrievič Šmeman, Boris Alekseevič Bobrinskij, John Meyendorff, John Romanides, Ioannis Zizioulas e Kallistos Ware.

## Opere
- Vostočnye Otcy IV-go veka ("I Padri della Chiesa orientale del 4° sec.", 1931)
- Vizantijskie Otcy V-VIII veka ("I Padri della Chiesa bizantina dei secc. 5°-8°", 1933)
- Puti russkogo bogoslovija, 1937 (trad. it.: Vie della teologia russa. Marietti editore, 1987)
- The eastern tradition of Christianity (1949)